# Pladeelevator
Pladeelevator, der endvidere bærer navne som loftpladelift, pladelift og pladeløfter består af et (vandret) jernstativ, en ramme på enden af et ca 180 cm højt firkantet rør på hjul, forsynet med en anordning, et tandhjul og en tandstang eller kæde der kan løfte og fiksere fx større plader der skal monteres i et loft.
Liften presser pladerne mod loftet, så tæt at de omtrent slutter helt til, og derefter med lethed kan fastgøres med skruer eller lignende. 
I stedet for pladeelevator kan bruges en hjemmelavet Død murer.
Værktøjet har flere navne i byggebranchen, bl.a. spejder, der muligvis er afledt af en soldat der bruges til vandret afstivning i udgravninger men er konstrueret på nogenlunde samme måde. Denne sammenhæng er dog ikke dokumenteret.

## Ekstern Henvisning
- Børge Askholm: Træsmedens Håndværktøj Arkiveret 16. september 2008 hos  Wayback Machine